# Stranger in My House
"Stranger in My House" är en låt framförd av den kanadensiska sångaren Tamia, inspelad till hennes andra studioalbum A Nu Day (2000). Den skrevs av Shep Crawford och Shae Jones och producerades av Crawford. "Stranger in My House" är en ballad i genren R&B där sista delarna av låttexten baseras löst på den amerikanska thrillerfilmen Sjätte sinnet (1999). Låten var påtänkt till den amerikanska sångaren Toni Braxton men avböjdes av Braxtons skivbolag LaFace.
"Stranger in My House" gavs ut som den andra singeln från A Nu Day. Den skickades till amerikanska radiostationer med formatet urban AC den 10 oktober år 2000. Låten blev Tamias framgångsrikaste singel som soloartist. Den blev en mainstream-hit som nådde tiondeplatsen på amerikanska Billboard Hot 100. Den nådde första- respektive tredjeplatsen på förgreningslistorna Adult R&B Songs och Hot R&B/Hip-Hop Songs. En dansremix skapades av Thunderpuss som nådde förstaplatsen på Dance/Club Play Songs. Versionen har genom åren blivit en klassiker i gayklubbar och på dragshows. Musikvideon till "Stranger in My House" regisserades av Paul Hunter och visar Tamia som framför låten i en inomhuspool.

## Bakgrund och inspelning
”Stranger in My House” skrevs av Shep Crawford och Shae Jones. Handlingen bygger på att framföraren är upprörd på sin pojkvän/man. Hon tycker att denne inte längre behandlar henne som han brukar utan istället beter sig mer som en främling. Låtskrivarna hämtade inspiration från den amerikanska filmen The Sixth Sense. Till skillnad från mycket av dagens substanslösa musik är låten mer av en berättelse. ”Jag ville skriva en historia som hade en överraskning i slutet. I en av verserna sjungs 'could it be the stranger is me?'. Det kommer helt oväntat. Handlingen får plötsligt en helt annan betydelse” Förklarade Crawford. Efter att Tamia hört en demoversion tog det endast en timme för henne att spela in sin version. ”Jag var i extas! Jag älskar verkligen Sheps skrivande. Speciellt det han gör för oss kvinnliga sångare. Han låter en verkligen ge sitt allt.” Förklarade hon i en intervju med Billboard. Låten utgörs till stor del av Tamias kraftfulla och känsloladdade stämmor. ”Stranger in My House” krävde en mer avancerad sångteknik än sångerskans tidigare låtar. Elektra Records eftersträvade att etablera Tamia som en av deras främsta och talangfullaste sångerskor. Vid tidpunkten (2000) blev spåret därför sångerskans debut som en mer avancerad soul-sångerska.
I samband med singelns release till radio förklarade Tamia att låten inte baserades på hennes egna livserfarenheter. ”Jag har flera tjejkompisar som går igenom mycket drama. Sånt händer. Man måste kyssa några grodor innan man hittar sin prins.”

## Komposition och remixversioner
"Stranger in My House" har beskrivits som en "ballad typisk för Braxton eller Whitney Houston". Enligt Billboard innehåller den "stränginstrument, melodramatisk låttext och sång-akrobatik som byggs upp mot låtens slut tills sången når klimax".

## Utgivning och mottagande
Vid utgivningen mottog "Stranger in My House" blandad eller negativ kritik från musikjournalister. ”Det Crawford-komponerade stycket är albumets absoluta höjdpunkt. Den amerikanska tidskriften Ebony Magazine skrev: "Under låtens gång sjunger Tamia passionerat och känsloladdat och det är ingen tvekan om att stämmorna tillhör en självsäker och begåvad sångerska." Billboard-skribenten Chuck Taylor gav låten ett blandat omdöme och ansåg att låten inte kunde bli en "klassiker" eftersom den saknade Braxtons eller Houstons sångframförande. Taylor skrev: "Tamia kan verkligen nå högre toner men hon saknar den sammetslena sången och texturen som Braxton och Houston besitter. Det sagt, Tamia är en kapabel sångare med en yngre och mer oskuldsfull sång." Han avslutade recensionen med att konstatera att låten inte levde upp till Tamias "triumf" på "Spend My Life with You". Tidskriften NME var negativ till låten och gav den 2 av 5 stjärnor. Skribenten avfärdade låten som "banal" och att den inte skulle hjälpa Tamias anonymitet.

## Försäljning och eftermäle
”Stranger in My House” blev en av Tamias framgångsrikaste singelutgivningar och hennes signaturlåt. Den blev inte bara en hit på R&B-marknaden utan slog även igenom på mainstream-marknaden. På Hot 100-listan gick "Stranger in My House" in på plats 79 den 4 januari 2000 och blev därmed veckans högsta debutant. Under nästkommande 13 veckor befann sig låten på listan enbart från försäljningen av vinylsingeln och nådde som högst plats 38. Efter att "Stranger in My House" släpptes på fler format, däribland på de mer populära CD-skivorna, hoppade låten från plats 53 till tiondeplatsen den 14 april år 2001 med en veckoförsäljning på 48.500 exemplar. Låten blev därmed Tamias första topp-tio hit på den topplistan. Samma vecka hoppade låten även från plats 19 till tredjeplatsen på Hot R&B/Hip-Hop Singles & Tracks där den tidigare nått niondeplatsen. Den fick utmärkelsen "Bullet" vilket symboliserade veckans högsta klättring på topplistan. År 2003 rankade Billboard låten på deras lista Hottest Hot 100 Hits.
"Jag får fortfarande gåshud när jag är på dragshows och någon uppträder med 'Stranger in My House'. Jag gör musik för alla. Visar ni mig kärlek ger jag kärlek tillbaka."
Dansremixen av "Thunderpuss Club Mix" har sedan utgivningen blivit en "gay-klassiker" som fram till 2015 fortfarande räknades som en populär låt på lgbtq-nattklubbar och dragshows. Versionen blev Tamias första och fram till 2022, enda listetta på danslistan Dance/Club Play Songs. I en intervju 2004 konstaterade Tamia att låten "öppnade dörrar" för hennes karriär: "Dansremixen av låten är min personliga favorit. Den öppnade en helt ny värld för mig som jag inte kände till innan."

## Musikvideo
Musikvideon för ”Stranger in My House” regisserades av Paul Hunter. Till skillnad från låttexten är videon helt handlingslös. Den uppmärksammades för sitt sensuella innehåll och blev populär på BET under 2001. Videon utspelar sig till största del i ett stort rum med väggar och inredning i mörk trä. I rummets ände finns ett upphöjt parti med en säng. Nedanför lokaliseras en stor pool. Miljön hämtar inspiration från Japan. I videons första scener syns Tamia gå från sängen ner till poolen där hon sjunger de första verserna. Under videons gång visar klipp hur hon uppehåller sig på olika platser i rummet medan hon tilltalar sin älskare genom kameran.

## Format och innehållsförteckningar
| - Amerikansk CD/Maxi-singel 1. "Stranger in My House" (Album version) 2. "Stranger in My House" (Thunderpuss Club Mix) 3. "Stranger in My House" (HQ2 Club Mix) 4. "Stranger in My House" (Maurice's Club Anthem) 5. "Stranger in My House" (So So Def Remix) 6. "Stranger in My House" (Thunderpuss Radio Version) 7. "Stranger in My House" (HQ2 Radio Mix) 8. "Stranger in My House" (Maurices' Club Radio Mix) 9. "Stranger in My House" (HQ2 Club Mix A cappella) 10. "Stranger in My House" (Enhanced Video) - Amerikansk promosingel 1. "Stranger In My House" (So So Def Remix) - 4:56 2. "Stranger In My House" (So So Def Remix Instrumental) - 4:56 3. "Stranger In My House" (So So Def Remix Radio Edit) - 4:04 4. "Stranger In My House" (So So Def Acappella) - 4:56 | - Tysk CD-singel 1. "Stranger In My House" (Maurice's Club Radio Mix) - 3:53 2. "Stranger In My House" (So So Def Radio Mix) - 4:13 3. "Stranger In My House" (Original Radio Edit) - 4:13 4. "Stranger In My House" (Thunderpuss Radio Mix) - 3:55 5. "Stranger In My House" (HQ2 Radio Mix - Vocals Up) - 4:17 - Tysk Maxi-singel 1. "Stranger In My House" (Mike Rizzo Radio Mix) - 3:49 2. "Stranger In My House" (Maurice's Club Radio Mix) - 3:53 3. "Stranger In My House" (So So Def Radio Mix - No JD) - 4:04 4. "Stranger In My House" (Original Radio Edit) - 4:12 5. "Stranger In My House" (Thunderpuss Radio Mix) - 3:55 |

## Topplistor
| Lista (2001)                          | Topposition |
| ------------------------------------- | ----------- |
| USA Adult R&B Songs (Billboard)       | 1           |
| USA Billboard Hot 100                 | 10          |
| USA Hot R&B/Hip-Hop Songs (Billboard) | 3           |
| USA Dance/Club Play Songs (Billboard) | 1           |
| USA Radio Songs (Billboard)           | 29          |

| Lista (2001)                          | Topposition |
| ------------------------------------- | ----------- |
| USA Billboard Hot 100                 | 62          |
| USA Hot R&B/Hip-Hop Songs (Billboard) | 14          |
| USA Dance/Club Play Songs (Billboard) | 44          |

## Personal och musikmedverkande
- Design/omslag: Lili Picou
- Chefsproducent: Anthony "Shep" Crawford, Merlin Bobb, Sylvia Rhone, Tamia
- Gitarr: Professa
- Sång: Tamia
- Mix: Kevin Davis
- Inspelning: Anne Catalino

## Utgivningshistorik
| Region | Datum           | Format           | Skivbolag       |
| ------ | --------------- | ---------------- | --------------- |
| USA    | 10 oktober 2000 | Radio (Urban AC) | Elektra Records |
| USA    | 23 oktober 2000 | Radio (Urban)    | Elektra Records |